# Heide Moser
Heide Moser geb. Hilmer (* 19. April 1943 in Osnabrück; † 10. April 2009 in Norderstedt) war eine deutsche Pädagogin und Politikerin (SPD). Sie war in den Jahren 1993 bis 2004 Sozialministerin des Landes Schleswig-Holstein.

## Leben und Beruf
Nach dem Abitur im Jahr 1962 absolvierte Heide Moser ein Lehramtsstudium der Fächer Geschichte, Latein, Philosophie und Pädagogik in Tübingen, Göttingen und Hamburg, welches sie 1969 mit dem ersten Staatsexamen für das Höhere Lehramt beendete. Danach war sie bis 1971 als wissenschaftliche Assistentin am Historischen Seminar der Universität Hamburg tätig. Nach dem zweiten Staatsexamen 1977 war sie bis 1980 Lehrerin in Norderstedt.
Heide Moser war verheiratet und Mutter zweier Kinder.

## Abgeordnete
In den Jahren 1987 bis 2004 war Heide Moser Mitglied des Landtages von Schleswig-Holstein. Sie wurde stets im Landtagswahlkreis Norderstedt direkt gewählt.

## Öffentliche Ämter
Moser wurde am 17. Mai 1993 als Ministerin für Arbeit und Soziales, Jugend und Gesundheit in die von Ministerpräsidentin Heide Simonis geführte Landesregierung von Schleswig-Holstein berufen. Als die SPD bei der Landtagswahl 1996 ihre absolute Mehrheit verloren hatte und der neue Koalitionspartner Bündnis 90/Die Grünen den Ressortbestandteil Jugend beanspruchte, amtierte sie ab dem 22. Mai 1996 als Ministerin für Arbeit, Gesundheit und Soziales. Nachdem sie wegen einer schweren Krankheit ihre Amtsgeschäfte schon über längere Zeit nur noch eingeschränkt führen konnte, schied Heide Moser am 25. April 2004 endgültig aus der Landesregierung aus. Nachfolgerin wurde Gitta Trauernicht (SPD).
Bekannt wurde Moser mit ihrem (letztlich gescheiterten) Versuch, die Abgabe von Cannabis in Apotheken zu ermöglichen. Moser führte in Schleswig-Holstein die Gesundheitskarte ein und sorgte für eine Meldepflicht für das Krebsregister des Landes.